# Hekla

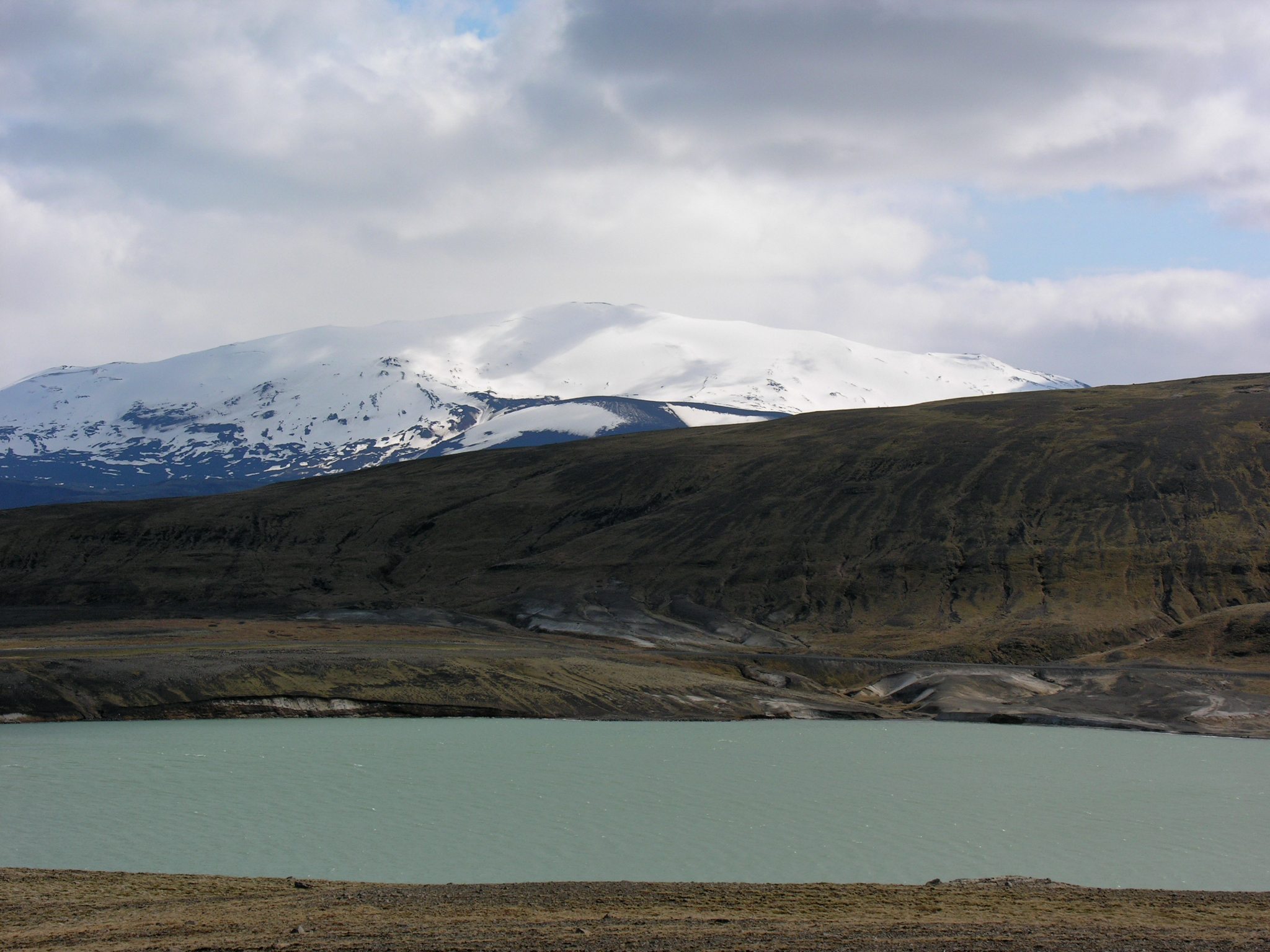
Hekla 2006

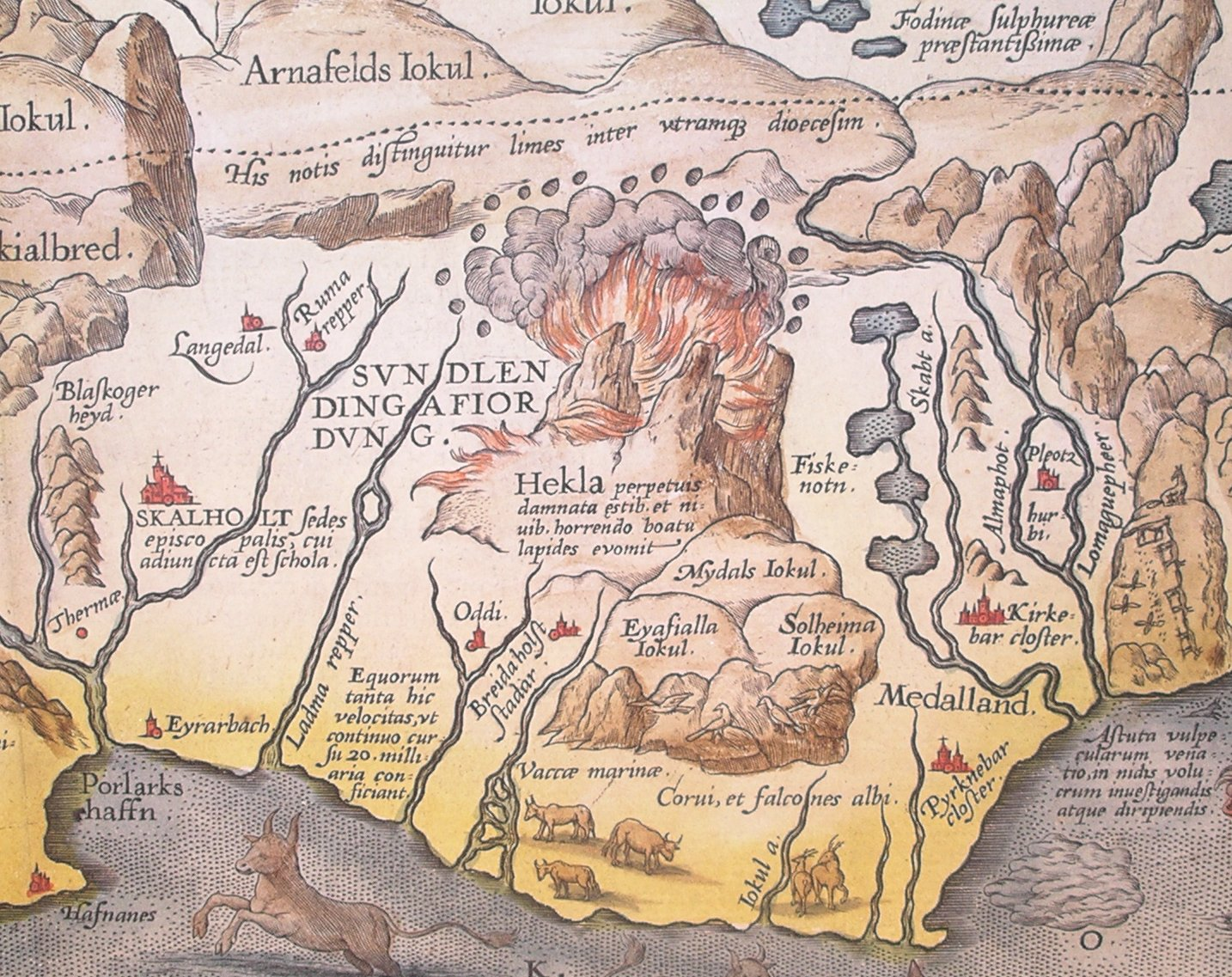
Hekla auf einer Karte von Abraham Ortelius aus dem Jahr 1585

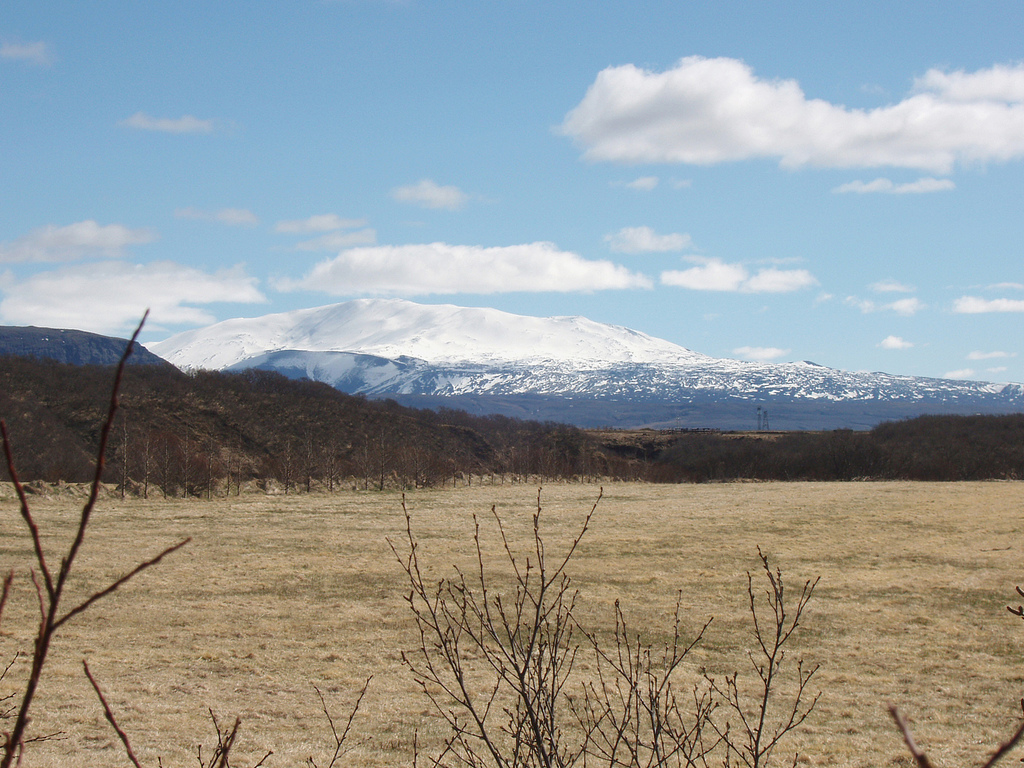
Hekla im Winter 2007

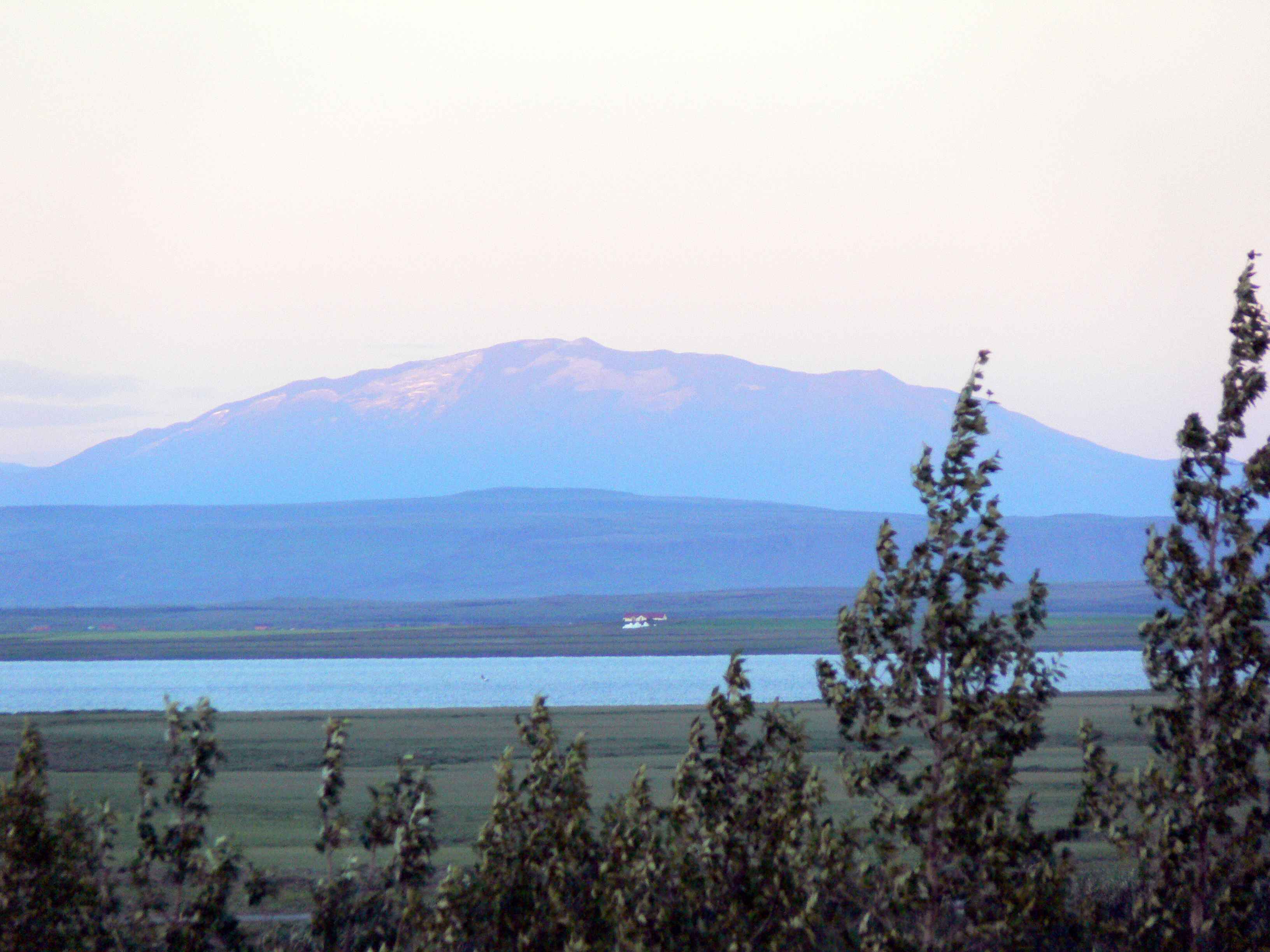
Hekla 2010 mit Asche vom Ausbruch des Eyjafjallajökull

Die Hekla ([ˈhɛʰkla], isländisch für Haube) ist ein 1491 m hoher Vulkan im Süden Islands, auf dem Gemeindegebiet von Rangárþing ytra. Sie ist der Zentralvulkan einer 40 km langen Vulkanspalte und mindestens 6600 Jahre alt.
Der Berg gehört zu den drei aktivsten Vulkanen Islands. Die beachtlichen Eruptionen des Vulkans haben immer wieder große Teile von Island mit vulkanischen Aschen und Bims (Tephra) bedeckt. Etwa zehn Prozent der Tephra, die in den letzten 1000 Jahren auf Island ausgestoßen wurde, stammt von der Hekla – das sind etwa fünf Kubikkilometer. Zusätzlich wurden während dieser Zeit etwa acht Kubikkilometer Lava freigesetzt. Die Hekla gehört zu den Schichtvulkanen.

## Lage
Der Vulkan liegt nordöstlich des Ortes Hella und etwa 25 km westlich von Landmannalaugar im Hochland von Island. Die Entfernung nach Reykjavík beträgt 107 km.

## Geologie
Die Hekla befindet sich an einem Tripelpunkt, an dem die südliche isländische Erdbebenzone auf die östliche Vulkanzone trifft. Zu dem 40 km langen Vulkansystem gehören zahlreiche Krater (unter anderem die Krater der Vatnafjöll), wobei der Berg Hekla der Zentralvulkan ist. Er liegt auf einer WSW-ONO ausgerichteten Spalte und hat sich durch wiederholte Spaltenausbrüche aufgebaut.
Die Hekla ist eine Mischform aus Spaltenvulkan und Stratovulkan. Über den Hauptgipfel zieht sich eine 5 km lange Ausbruchsspalte, die Heklugjá, auf der sich in den Ausbrüchen der letzten Jahre ein Hauptkrater aufgebaut hat. Bei Eruptionen öffnet sich normalerweise die ganze Spalte der Länge nach.
Aufgrund von geodätischen Messungen konnte die Magmakammer der Hekla in 11 km Tiefe lokalisiert werden. Ihre Größe wird auf ca. 25 km³ geschätzt. Durch Entmischung in der Magmakammer während der vulkanischen Ruhephasen verändert sich die Komposition der Lava im Laufe einer Eruption graduell von rhyolithischer (63 % SiO2) zu einer andesitischen (54 % SiO2) Zusammensetzung. Die von Hekla emittierte Tephra enthält einen hohen Anteil an Fluoriden, die giftig für Tiere sind und daher Weiden für die Viehnutzung unbrauchbar machen können. Die Phänokristalle im Lavagestein der Hekla bestehen aus Mineralen wie Feldspat, Pyroxen, Titanomagnetit, Olivin und Apatit. Die Tephren der Hekla haben eine charakteristische Zusammensetzung und können daher sehr gut zur Datierung mittels Tephrochronologie verwendet werden.
In ihren Ruhephasen ist die Hekla oft mit Schnee und kleinen Gletschern bedeckt. Erdbeben in ihrer Umgebung sind selten. Die Erdbebentätigkeit beginnt meist erst ca. 30–80 Minuten vor einer Eruption. Erdbeben an der Hekla liegen normalerweise unter Magnitude 2, wenn sie sich in einer Ruhephase befindet, und um Magnitude 3 bei einer Eruption.
Erdbebentätigkeit, Bodendeformation und Gasemissionen von Hekla werden von Geologen des isländischen Wetterdienstes (Veðurstofa Ísland) überwacht.

## Eruptionsdynamik
Die Eruptionen der Hekla sind im Allgemeinen langfristig nur schwer voraussagbar. Einige sind nur von kurzer Dauer, wie etwa die von 2000, andere können über Monate und Jahre anhalten, wie etwa die von 1947 (29. März 1947 bis April 1948). Wie bei anderen Vulkanen gilt hier: Je länger die Ruhepause des Vulkans ist, desto kräftiger bis katastrophaler die folgende Eruption.
In den letzten Jahren folgten die Ausbrüche meist einem bestimmten Schema. Sie beginnen mit einer kurzen explosiven Phase (plinianisch), bei der es zum Ausbruch dazitischer und andesitischer Tephren und der Entstehung pyroklastischer Ströme (Glutwolken) kommt. Diese explosive Phase dauert meist wenige Stunden an und konzentriert sich auf den Gipfelkrater. Danach geht der Ausbruch in eine effusive Spalteneruption entlang der Heklugjá über, wobei andesitische Laven freigesetzt werden. Die effusive Phase hält einige Stunden bis Wochen an. Die eruptierte Lava ist rhyolitischer (63 % SiO2) bis andesitischer (54 % SiO2) Zusammensetzung, wobei sich die Komposition der Lava während eines Ausbruchs (nachweislich seit 1510) nach immer dem gleichen Muster ändert: Je länger die prä-eruptive Ruhephase war, desto höher ist der SiO2-Anteil des zu Beginn einer Eruption ausgeworfenen Magmas. Mit anhaltender Eruption sinkt der SiO2-Anteil auf 54 %. Der Effekt ist auf eine Entmischung des Magmas in der Magmakammer (gravitative Differentiation: Aufstieg von Phasen mit geringerer Dichte und Absinken von Phasen mit höherer Dichte) während der vulkanischen Ruhephasen zurückzuführen.
Hochauflösende geodätische Messungen (Strainmeter) konnten nachweisen, dass eine Bodenabsenkung durch Volumenverringerung in der Magmakammer nur während der anfänglichen explosiven Eruptionsphasen zu beobachten ist. Im Gegensatz dazu tritt keine Bodendeformation während der Hauptphase des Ausbruchs ein. Daraus folgt, dass die Magmakammer während eines Ausbruchs mit der gleichen Rate wieder aufgefüllt wird, wie Magma an der Erdoberfläche eruptiert wird. Die Effusion von Magma ist daher vom Dichteauftrieb des Magmas und nicht von Druckabbau in der Magmakammer kontrolliert. Wenn das differenzierte, leichte Material (mit > 54 % SiO2) aus dem oberen Teil der Magmakammer eruptiert ist, endet der Ausbruch. Eine längere prä-eruptive Ruhephase führt demnach zu einer größeren Eruption, da mehr Material differenzieren und sich im oberen Teil der Magmakammer anreichern konnte. Die Konsequenz einer bereits aufgefüllten Magmakammer am Ende einer Eruption ist, dass nicht Magma-Einspeisung von außen den neuerlichen Druckaufbau des Systems während der vulkanischen Ruhephasen steuert, sondern dass stattdessen interne Prozesse in der Magmakammer (Gasaufstieg) die wiedereinsetzende Druckerhöhung bewirken. Aus den Beobachtungen an der Hekla konnte somit das Modell für selbstregulierende Ausbruchszyklen abgeleitet werden.

## Eruptionsgeschichte der Hekla
Etwa 38 Ausbrüche der Hekla vor der Besiedelung Islands konnten nachgewiesen werden.
Kurz nach dem Abschmelzen des Eisschildes der letzten Eiszeit scheinen sehr voluminöse, aber eher effusive Eruptionen stattgefunden zu haben, bei denen jeweils bis zu 15 km³ Lava gefördert wurden. Explosive Eruptionen mit hoher Aschenproduktionsrate traten hingegen erst später auf.

### Die H3-Eruption der Hekla
Bei diesem Ausbruch handelt es sich um einen sehr bedeutenden Ausbruch in vorhistorischer Zeit. Er ereignete sich um 1159 v. Chr. und gilt als schwerster Ausbruch der Hekla im Holozän.
Dabei wurden 7,3 km³ Tephra in die Atmosphäre geschleudert, so dass diese Eruption auf der heutigen Messskala für Vulkanausbrüche VEI auf der Stufe 5 steht. Dabei wurde ganz Island von einer Tephralage bedeckt. Eine weitere Folge war sicherlich eine jahrelange Abkühlung der Nördlichen Hemisphäre, die sich auf Orkney nachweisen lässt.
Uneinigkeit besteht bezüglich der genauen Datierung.
Andy Baker datierte die Eruption auf 1135 ± 130 v. Chr. aufgrund von Untersuchungen bzgl. der Vegetation in Irland sowie des Grönlandeises. Dabei fand man in Bäumen und Baumresten besonders enge Jahresringe. Jedoch existiert auch ein Datierungsversuch (Dagmore u. a.) um 929 ± 34 v. Chr.
Einige Ägyptologen und die Wissenschaftler von Orkney datieren den Ausbruch auf 1159 v. Chr., weil dies z. B. Missernten und Hungersnöte unter der Regierung von Ramses III. erkläre. Eine dritte Gruppe von Wissenschaftlern hat sich auf eine Datierung um 1050 v. Chr. (3000 BP) geeinigt.

### Übersicht über die bekannten Ausbrüche der Hekla seit dem Hochmittelalter
Nach der ersten urkundlich belegbaren Eruption im Jahr 1104 folgten bislang insgesamt zwischen 20 und 30 weitere belegte Eruptionen. (Die Zahl hängt von der Quelle ab. Smithsonian zum Beispiel zählt 1980 und 1981 als 2 Ausbrüche.)
| Ausbruchsjahr | Dauer     | Pause zwischen den Ausbrüchen (in Jahren) | Art der Eruption                                                                                  | Zentren d. Eruption                                            | Lava in km³ | Tephra in km³ | Hauptrichtung der Tephraverbreitung | Schaden         |
| ------------- | --------- | ----------------------------------------- | ------------------------------------------------------------------------------------------------- | -------------------------------------------------------------- | ----------- | ------------- | ----------------------------------- | --------------- |
| 1104          | ?         | 200–300                                   | Regionaler Spaltenausbruch, explosiv                                                              |                                                                |             | 2,5           | N                                   | sehr groß       |
| 1158          | ?         | 53                                        | Regionaler Spaltenausbruch, explosiv                                                              |                                                                | >0,15       |               | SSO                                 | gering          |
| 1206          | ?         | 46                                        | Regionaler Spaltenausbruch, explosiv                                                              |                                                                |             | 0,03?         | ONO                                 | gering          |
| 1222          | ?         | 15                                        | Regionaler Spaltenausbruch, explosiv                                                              |                                                                |             | 0,01?         | O                                   | gering          |
| 1300          | 12 Mon.   | 78                                        | Regionaler Spaltenausbruch, explosiv                                                              |                                                                | >0,5        | 0,5           | N                                   | groß            |
| 1341          | ?         | 40                                        | Regionaler Spaltenausbruch, explosiv                                                              |                                                                |             | 0,06?         | WNW                                 | groß            |
| 1389          | ?         | 47                                        | Spaltenausbruch, explosiv                                                                         | Heklugjá, Westflanke(Rauðöldur)                                | >0,2        | 0,08?         | SSO?                                | ziemlich groß   |
| 1440          | ?         |                                           | Regionaler Spaltenausbruch, explosiv                                                              | Südöstlich des Zentralvulkans                                  |             |               |                                     | einiger         |
| 1510          | ?         | 120                                       | Regionaler Spaltenausbruch, explosiv und effusiv                                                  |                                                                |             | 0,32          | SW                                  | vermutlich groß |
| 1554          | ?         | 44                                        | Regionaler Spaltenausbruch, explosiv und effusiv                                                  | Südwestlich der Heklla, Rauðabjallar                           |             |               |                                     | gering          |
| 1597          | >6 Mon.   | 45                                        | Regionaler Spaltenausbruch, explosiv und effusiv                                                  |                                                                |             | 0,24?         | SO                                  | gering          |
| 1636          | 12 Mon.   | 41                                        | Regionaler Spaltenausbruch, explosiv und effusiv                                                  |                                                                |             | 0,08?         | NO                                  | gering          |
| 1693          | 7–10 Mon. | 57                                        | Regionaler Spaltenausbruch, explosiv und effusiv                                                  |                                                                |             | 0,3           | NNW                                 | groß            |
| 1725          | ?         | 34                                        | Regionaler Spaltenausbruch, explosiv und effusiv                                                  |                                                                |             |               |                                     | gering          |
| 1766          | 24 Mon.   | 41                                        | Regionaler Spaltenausbruch, explosiv und effusiv                                                  | Bjallargígar                                                   | um 1,3      | 0,4           | N                                   | ziemlich groß   |
| 1845          | 7 Mon.    | 79                                        | Regionaler Spaltenausbruch, explosiv und effusiv, Lahare                                          | Heklugjá, SW- und NO-Flanken                                   | 0,63        | 0,28          | N                                   | ziemlich groß   |
| 1878          | ?         | 33                                        | Regionaler Spaltenausbruch, explosiv und effusiv                                                  | Krakagígar, östl. d. Zentralvulkans                            |             |               |                                     | gering          |
| 1913          | 24 Tage   | 35                                        | Regionaler Spaltenausbruch, explosiv und effusiv                                                  | Östlich und nordöstlich des Zentralvulkans, Mundafit, Lambafit |             |               |                                     | gering          |
| 1947          | 13 Mon.   | 34                                        | Regionaler Spaltenausbruch, explosiv und effusiv                                                  | Hraungigur, Axlargigur, Toppgigur                              | 0,8         | 0,21          | S                                   | gering          |
| 1970          | 2 Mon.    | 22                                        | Radialer Spaltenausbruch, explosiv und effusiv                                                    | Sudurgígar, Hlíðargígar, Öldugígar                             | 0,2         | 0,07          | NNW                                 | einiger         |
| 1980–1981     | 1–2 Wo.   | 10                                        | Flankeneruption, regionaler und radialer Spaltenausbruch, explosiv und effusiv, pyroklast. Ströme | Heklugjá, SW- und NO-Flanken                                   | 0,15        | 0,06          | N                                   | einiger         |
| 1991          | 52 Tage   | 10                                        | Flankeneruption, regionaler und radialer Spaltenausbruch, explosiv und effusiv                    | Heklugjá, Flankeneruptionen im SW, SW und NO                   | 0,15        | 0,02          | NO                                  | gering          |
| 2000          | 11 Tage   | 9                                         | Regionaler Spaltenausbruch, explosiv und effusiv, pyrokl. Ströme                                  | Südwestflanke                                                  | 0,189       | 0,01          | N                                   | gering          |

### Ausbrüche von 1104 bis zum 16. Jahrhundert

#### 1104 (H1)
Der Vulkan hatte sich für ca. 250 Jahre in einer Ruhephase befunden, als er im Jahre 1104 mit einer Plinianischen Eruption zum Leben erwachte. Dabei bedeckte er mehr als die Hälfte des Landes (55.000 km²) mit 1,2–2,5 km³ rhyodacitischer Tephra.
Auf dem Vulkanexplosivitätsindex (VEI) erreichte der Ausbruch Stufe 5 wie der vorgeschichtliche Ausbruch Hekla 3 (H3). Sehr viele Bauernhöfe wurden zerstört oder in der Folge verlassen wie etwa der Hof von Stöng im oberen Þjórsárdalur, das zuvor dicht besiedelt war und darauf bis heute öde blieb. Selbst die Bezirke Hrunamannaafréttur in 50 km Entfernung und am See Hvítárvatn in 70 km Entfernung spürten die Folgen stark.
Vermutlich rührte von diesem Ausbruch der besonders schlechte Ruf dieses Vulkans her.

#### 1158, 1206, 1222
Die Eruption vom 19. Januar 1158 erreichte eine Stärke von 4 auf der VEI-Skala und produzierte über 0,15 km³ Lava und 0,2 km³ Tephra. Vermutlich entstand dabei das Lavafeld Efrahvolshraun am Westen des Berges.
Die Ausbrüche von 1206 und 1222, deren erster am 4. Dezember begann, waren nicht bedeutend (VEI 3 und 2). Sie produzierten etwa 0,24 km³ Tephra.

#### 1300–1301
Hierbei handelt es sich um eine sehr bedeutende Eruption. Sie begann am 11. Juli und dauerte ein Jahr an. Dabei wurden 30.000 km², ein knappes Drittel der Landesoberfläche, mit Tephra bedeckt (0,31 km³) und 0,5 km³ Lava emittiert.
Großer Schaden entstand an den Weiden im Süden, vor allem im Bezirk Fljótshlíð und im Skagafjörður, was im darauffolgenden Winter zu mindestens 500 Todesfällen führte. Das ausgestoßene Material hatte einen SiO2-Gehalt von zwischen 56 % und 64 % und war abgesehen von einem etwas größeren Olivinanteil typisch für die Hekla.

#### 1341, 1389 und 1440
Eine kleine Eruption (VEI-Stufe 3) begann am 19. Mai 1341 und legte Tephra auf die Bezirke im Westen und Südwesten der Hekla. Es starb viel Vieh, vermutlich wegen Fluorvergiftung.
Spät im Jahr 1389 brach die Hekla erneut aus (VEI 3). Die explosive Eruption begann mit Tephrafall im Osten des Vulkans. Die Eruption verlagerte sich später auf eine Spalte im damals bestehenden Wald beim Hof Skarð, wobei der Hof durch einen Lavastrom zerstört wurde. Diese Lava (12,5 km²) heißt Norðurhraun.
Eine weitere Eruption fand vermutlich 1440 bei Rauðöldur statt. Doch es ist nicht ganz klar, ob sie als Heklaausbruch zählt wegen des abweichenden SiO2-Anteils der Lava.

### Ausbrüche im 16. Jahrhundert

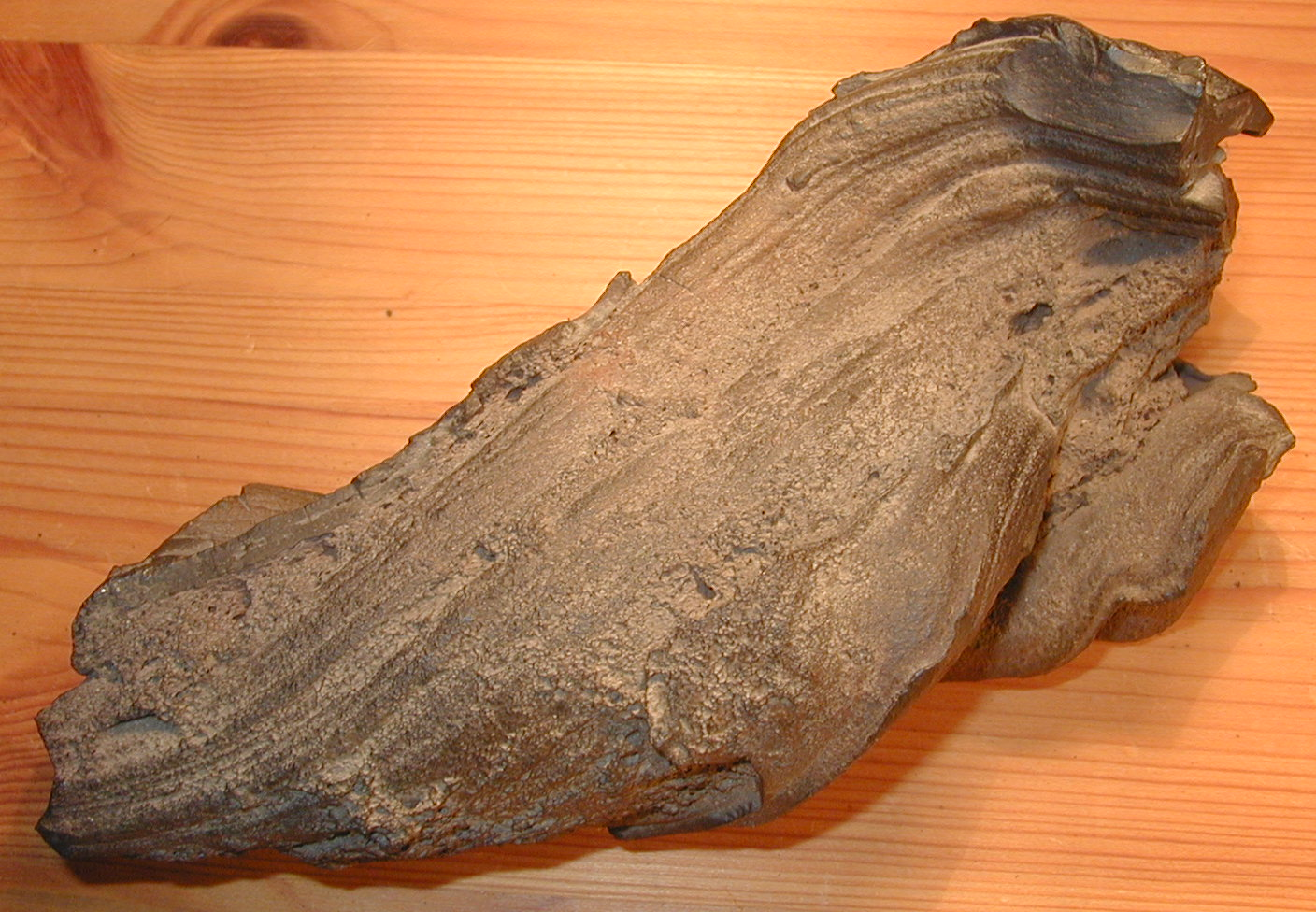
Vulkanische Bombe von der Hekla

Die Hekla brach im 16. Jahrhundert zweimal aus, 1510 und 1597.
Details bzgl. der Eruption von 1510 wurden erst 100 Jahre später aufgezeichnet, sind also nicht sehr zuverlässig. Demnach begann sie am 25. Juli und war sehr explosiv. Vulkanische Bomben flogen bis zum Tafelberg Vörðufell, 40 km entfernt. Asche fiel auf Rangárvellir, Holt und Landeyjar, insgesamt 0,2 km³.
Die Eruption von 1597 war nicht schwächer (ebenfalls VEI 4), begann am 3. Januar und dauerte ein halbes Jahr an. Dabei fielen 0,13 km³ Tephra in Richtung SSO, vor allem auf das Mýrdalur.

### Ausbrüche im 17. Jahrhundert

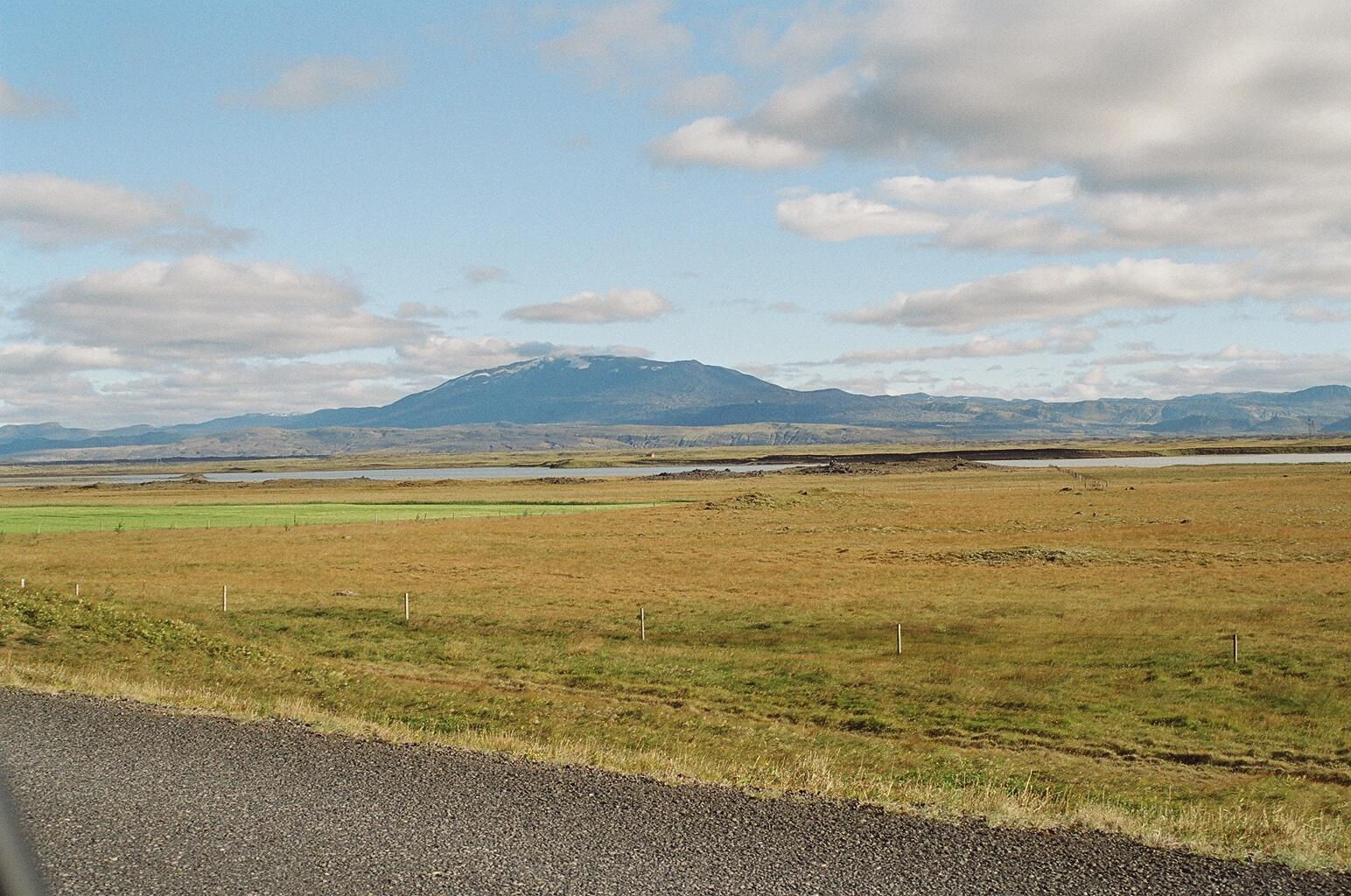
Hekla vom Þjórsárdalur aus

Auch im 17. Jahrhundert brach die Hekla zweimal aus: 1636–1637 und 1693.
Obwohl die Eruption von 1636 relativ geringfügig war (VEI 3), hielt sie über ein Jahr an. Die Tephra schädigte die Weiden im Nordosten, so dass Vieh starb.
Hingegen handelt es sich beim Ausbruch des Jahres 1693 um einen der verheerendsten Ausbrüche der Hekla überhaupt (VEI 4). Er begann am 13. Januar und hielt für über 7 Monate an. Sehr viel Tephra wurde produziert, insgesamt 0,18 km³. Auch Lahare rauschten die Berghänge hinunter. Die betroffenen Bezirke Þjórsárdalur, Land, Hreppur und Biskupstungur litten stark. Bauernhöfe mussten verlassen werden. Viele zahme und wilde Tiere, d. h. auch Lachse und Forellen, Schneehühner etc., starben an den Folgen der Fluorvergiftung.

### Ausbrüche im 18. Jahrhundert: 1725 und 1766–1768
Am 2. April 1725 ereignete sich eine sehr kleine effusive Eruption, vermutlich VEI 1 in der Umgebung der Hekla. Die hierbei entstandenen Lavaströme sind später von anderen überlagert worden und wegen ihres SiO2-Anteils nicht eigentlich der Hekla zugeordnet worden.
Eine viel größere Eruption geschah im Jahre 1766 (VEI 4). Ihr entsprang der zweitgrößte Lavastrom und eine der größten Mengen an Tephra seit der Besiedelung von Island (Lava: 1,3 km³ auf einer Fläche von 65 km², Tephra: 0,24 km³). Die Ausbruchsserie begann am 5. April 1766 und dauerte bis Mai 1768. Besonders litten die Gegenden Austur-Húnavatnssýsla und Skagafjördur sowie Rangárvellir, Land und Hreppar. Der giftige Tephrafall schadete Vieh und Mensch. Lavabomben flogen bis zu 15–20 km, auch wurden durch das plötzliche Abschmelzen von Schnee und Eis an den Hängen der Hekla Lahare erzeugt.

### Eruptionen im 19. Jahrhundert und zu Beginn des 20. Jahrhunderts
Der Vulkan befand sich in einer längeren Ruhepause, bis er plötzlich am 2. September 1845 wieder von sich reden machte:

„Nach einem heftigen Sturm in der Nacht des 2. September dieses Jahres entdeckte man auf den Orkney-Inseln, dass der Boden mit Vulkanasche bedeckt war. So wurde den Bewohnern von Großbritannien kundgetan, dass Hekla (sic) wieder einmal tätig gewesen war. Entsprechend kam bald darauf die Nachricht von einer großen Eruption des Berges.
In der Nacht auf den 1. September waren die Bewohner der Gegend durch ein fürchterliches Grollen im Untergrund erschreckt worden, das bis zum Mittag des nächsten Tages anhielt. Dann, mit einem enormen Krachen, öffneten sich 2 große Löcher an den Seiten des Gipfels, aus denen sich Lavastöme ergossen, die über zwei Schluchten an den Seiten des Berges herabströmten. Der ganze Gipfel war umgeben von Wolken aus Dampf und Vulkanasche. Die angrenzenden Flüsse wurden so heiß, dass die Fische darin starben, und die Schafe flohen entsetzt von den nahegelegenen Hochebenen, einige verbrannten, bevor sie fliehen konnten.
In der Nacht des 15. September öffneten sich zwei weitere Krater – einer am östlichen, der andere am westlichen Hang des Berges – und aus beiden floss während der nächsten 22 Stunden die Lava. Sie strömte bis in eine Entfernung von etwa 36 km (20 Meilen) und tötete dabei viel Vieh und zerstörte die Weideflächen. 36 km vom Krater entfernt war der Lavastrom immer noch ca. 1,20 bis 1,50 m (40–50 Fuß) tief und fast 1,8 km breit (1 Meile).
Am 12. Oktober kam ein neuer Lavastrom und häufte ähnliche Mengen von Lava auf. Der Berg fuhr mit diesen Aktivitäten fort bis zum April 1846; dann pausierte er für eine Weile, um im darauffolgenden Oktober von neuem anzufangen. Seither jedoch war er in Ruhestellung.
Die Auswirkungen dieser Eruptionen waren katastrophal. Die ganze Insel war mit Vulkanasche bedeckt, welche da, wo sie das Gras nicht direkt verbrannte, ihm doch eine giftige Färbung verlieh. Das Vieh, das es fraß, wurde von einer Muräne angegriffen, und viele Tiere starben daran. Eis und Schnee, die sich über lange Zeit auf dem Berg angesammelt hatten, schmolzen zur Gänze ab wegen der Hitze. Gesteinsbrocken, die etwa eine halbe Tonne wogen, wurden 7–8 km (4–5 Meilen) weit geschleudert.“

Die Eruption war erst am 4. April 1846 zu Ende. Der Tephraniederschlag von 0,17 km³ erfolgte hauptsächlich nach O-SO, direkt im Osten war die Schicht 20–40 cm tief. Feinpartikel der Asche gelangten bis zu den Färöern, den Shetland- und Orkney-Inseln. Die Lavaströme im Westen und Nordwesten bedeckten ein Gebiet von 25 km² mit 0,63 km³ Lava. So große Mengen an fluoridhaltiger Asche gingen über die Gegenden nieder, dass die Tiere daran noch zwei Jahre später eingingen.
Recht kleine Eruptionen gab es zwischen dem 27. Februar 1878 und April 1878 sowie am 25. April 1913 und am 18. Mai 1913. Beide kamen aus Spalten etwa 10 km östlich der Hekla. Die erste produzierte 0,2 km³ Lava und bedeckte damit 15,5 km². Die zweite kam aus Spalten bei Mundafell und Lindafit und produzierte jeweils 3,8 bzw. 6,3 km² Lava.

### Ausbrüche im 20. Jahrhundert und zur Jahrtausendwende
Um die Mitte des 20. Jahrhunderts änderte der Vulkan Hekla seinen Ausbruchsrhythmus.
Die darauffolgenden Ausbrüche ereigneten sich mit ziemlicher Regelmäßigkeit etwa alle zehn Jahre (zuletzt im Februar 2000).
Die letzten noch im 20. Jahrhundert ereigneten sich in den Jahren 1947–48, 1970, 1980/81 und 1991.
Aschewolken der Hekla fanden ihren Weg bis nach Helsinki in Finnland. Spuren wurden auch in Deutschland nachgewiesen.
Vulkanische Bomben wurden im ca. 50 km entfernten Skálholt gefunden.

#### 1947–1948
Die Eruption von 1947 begann am 29. März 1947 und endete am 21. April 1948. Es handelte sich um einen sehr starken Ausbruch (VEI 4).
Hierbei wurde besonders viel Lava produziert. Das Gesamtvolumen belief sich auf 0,8 km³.
Außerdem wurden 0,21 km³ Tephra ausgestoßen. Die Asche fiel u. a. in England und Finnland nieder.
Die Höhe des Vulkans betrug 1.447 m vor dem Ausbruch, stieg danach auf 1.503 m, bevor er durch Erosion und Zusammensinken die heutige Höhe von 1.491 m erhielt.

##### Die erste Ausbruchsphase
Die Eruption von 1947 fand mehr als 100 Jahre nach dem letzten Ausbruch des eigentlichen Hekla-Vulkans statt, wobei kleinere Ausbrüche in der Umgebung nicht berücksichtigt sind, deren ausgestoßenes Material von dem der Hekla abwich. Dabei handelte es sich um die längste Ruheperiode des Vulkans seit 1104.
Noch kurz vor dem Ausbruch am 29. März 1947 hatte niemand etwas Ungewöhnliches an dem Berg bemerkt. Um 6.41 Uhr ± 3 min begann die Eruption mit großem Lärm, die Geräusche späterer Ausbrüche wurden auch in anderen Teilen des Landes gehört.
Ein Erdbeben der Stärke 6 auf der Mercalliskala ereignete sich um 6.50 Uhr. Dabei öffnete sich die Heklugjá noch mehr, so dass auch die Intensität der Eruption anstieg und schließlich eine 4 km lange Strecke auf dem Gipfelrücken erfasste.
In den ersten Stunden handelte es sich um eine Plinianische Eruption, wobei auch pyroklastische Ströme niedergingen. Um 7.08 Uhr hatte die Eruptionswolke eine Höhe von 30 km erreicht. Sie wurde vom Wind zunächst nach Südosten getragen. Asche fiel über dem Bezirk Fljótshlíð und dem Eyjafjallajökull, wobei sie den Gletscher schwarz färbte. In Fljótshlíð fielen so lange Asche und Gesteinsbrocken, bis die Lagen ca. 3–10 cm dick waren. Eine Lavabombe zum Beispiel, die 32 km von der Hekla entfernt niederfiel, hatte einen Durchmesser von 0,5 m und wog 20 kg. Teilweise fand man auch noch größere Lavabomben. Gesteinstrümmer von 50 m Umfang fielen bis zu 1 km von der Ausbruchsstelle entfernt nieder.
51 Stunden nach Beginn des Ausbruchs fiel die Asche auf Helsinki. Die Aschewolke hatte in der Zeit über 2.860 km zurückgelegt.
Die Tephraproduktionrate betrug in den ersten 30 Minuten 75.000 m³s−1 und fiel in der nächsten halben Stunde auf 22.000 m³s−1 zurück. In dieser Anfangsphase wurden insgesamt 0,18 km³ Tephra produziert, die 4,5×107m³ an festem Gestein entsprechen und 3.130 km² Land- und Meeresoberfläche bedeckten. Auch Lahare kamen vom Berg 3 Ml, wegen des geschmolzenen Schnees und auch direkt aus der Gipfelspalte, woraufhin der Fluss Ytri-Rangá über seine Ufer trat.
In den ersten 20 Stunden der Eruption wurden zudem 3.500 m³s−1 Lava aus einer Spalte ausgestoßen, die sich in verschiedene Lavaströme teilte und schließlich 12–15 km² Land bedeckte. Am zweiten Tag konnte man 8 Lavasäulen ausmachen. Ein Krater, der sich in 860 m Höhe bildete, wurde Hraungígur genannt (= dt. Lavakrater) und produzierte einen steten Lavastrom.
Ein weiterer Krater namens Axlargígur (= dt. Schulterkrater) gab alle 10 s eine Rauchsäule unter lauten Explosionen von sich, wobei er sichtbare Druckwellen im Rauch erzeugte.
Vom vierten bis zum sechsten Ausbruchstag ließ die Eruptionsintensität sichtlich nach und konzentrierte sich auf die Seiten- und Gipfelkrater.
98 Bauernhöfe erlitten Schäden durch die Eruption, aber nur zwei Höfe wurden infolge des Ausbruchs aufgegeben. Viele freiwillige Helfer wurden aufgeboten, um die Asche und die Gesteinsbrocken von Gebäuden und anderen Flächen zu entfernen, etwa 1.000 Manntage bis Ende Juli.

##### Spätere Eruptionsphasen
Die explosive Eruption steigerte sich nochmals vom 9. bis zum 12. April und ließ dann bis zum 28. April wieder nach. Der Tephrafall hielt bis zum Juni des Jahres an. Am 21. September hatte der Krater Axlargígur an seiner höchsten Stelle einen Umfang von 960 m, der Umfang des Gipfelkraters betrug an seiner höchsten Stelle 700 m und überragte den Gipfelrücken um 90 m. Während des darauffolgenden Winters bildeten sich noch mehr Krater. Die explosive Phase war nach sechs Monaten zu Ende.
Hingegen strömte nach wie vor Lava aus dem Krater Hraungígur.
Zu Beginn betrug die Emissionsrate 100 m³s−1, fiel dann auf 5–10 m³s−1 im April und Anfang Mai bei einer Geschwindigkeit von 20 cms−1, die sich auf 150 m³s−1 Ende Juni steigerte und so blieb bis Juli mit einer Höchstgeschwindigkeit von 2 bis 2,5 ms−1. Von da an fiel sie ab auf 10 m³s−1 im November. Die Lava enthielt zunächst 57–58 % SiO2 und 11 % Fe2O3, später änderte sich das zu 54 % SiO2 und 13,5 % Fe2O3.
Die Lava bewegte sich teilweise in Lavatunnels, bevor sie wieder an die Oberfläche gelangte. Ihre Front war bis zu 15 m hoch. Am 15. und 16. Juni floss ein Lavastrom südlich des Berges Melfell mit einer Geschwindigkeit von 1 km in 30 Stunden. Er stoppte und erkaltete am 21. Juni in 7,8 km Entfernung vom Krater Hraungígur. Der längste Lavastrom dieses Ausbruchs war 8 km lang und stoppte in Stóraskógsbotnar. Ein Wissenschaftler, der einen der Lavaströme am 2. November filmte, wurde von einem Block Lava getroffen und getötet.
Der Lavaausbruch stoppte am 21. April 1948 nach 13 Monaten, nachdem er 40 km² mit Lava bedeckt hatte bei einer Maximaltiefe von 100 m. Die Laven waren hauptsächlich ʻAʻā-Laven, mit einigen Bereichen von Pāhoehoe-Lava bzw. Stricklava.
Feinstaub und Vulkanasche verdunkelten den Himmel über Island und vor allem in der Umgebung des Vulkans im Mai und Juni des Jahres.
Die Schafe erkrankten vom ausgestoßenen Fluor, das die Weiden vergiftet hatte.
Im April und Mai 1948 entgasten 24.000 Tonnen CO2 in einigen Senken nahe der Hekla. Dabei wurden 15 Schafe sowie einige wilde Tiere und Vögel getötet. Gräben wurden ausgehoben, um diese Niederungen trockenzulegen. Die CO2-Emission stoppte am Ende des Jahres.

#### 1970
Der Heklaausbruch von 1970 begann am 5. Mai um 9.23 Uhr und hielt bis zum 5. Juli an. Es handelte sich um keinen sehr bedeutenden Ausbruch (VEI 3).
Er produzierte 0,2 km³ Lava, die ein Areal von 18,5 km² bedeckte, und 6,6×10 7m³ Tephra, die sich auf ein Gebiet von 40.000 km² legte, vor allem im Nordwesten des Vulkans.
An der Gipfelspalte Heklugjá gab es nur in einem bestimmten Bereich am äußersten südöstlichen Ende einen Ausbruch. Der Hauptteil der Eruption ereignete sich an anderen nahegelegenen Spalten. Der Hauptausbruch stoppte im SSW am 10. Mai und in den Kratern Hlíðargígar am 20. Mai, aber eine neue Spalte öffnete sich und stieß bis zum 5. Juli Lava aus. Diese Lava bestand aus einer Andesit-Olivin-Mischung ähnlich der der späteren Phase des Ausbruches von 1947.

##### Die Anfangsphase der Eruption
Vor dem Ausbruch heizte sich der Vulkan zunächst auf, und es schmolz mehr Schnee ab als normalerweise zu dieser Jahreszeit üblich. Um 20.48 Uhr am Abend der Eruption begannen Erdbeben mit einer Stärke von bis zu 4 auf der Richterskala. Der Ausbruch selbst begann eher schwach um 21.23 Uhr ± 2 min und gewann später an Kraft. Um 21.35 Uhr stellte man die ersten Niederschläge von Gesteinsteilen und Asche am Búrfellskraftwerk fest, das 15 km von der Hekla entfernt liegt. Daraufhin wurde die dortige Bevölkerung evakuiert.
Der Ausbruch begann an zwei Stellen, zum einen im Südwesten des Kraters Axlargígur und zum anderen unterhalb des Hraungígur. Um 22.30 Uhr produzierte ein Krater in 780 m Höhe eine Lavafontäne, die eine Höhe von ca. 1.000 m hatte. Während der Nacht wurde eine fast ebenso hohe Lavafontäne (700 m) aus dem Hauptkrater sichtbar. Es öffnete sich auch eine 500 m lange Spalte unterhalb des Hraungígur, wobei weitere Lavafontänen und -ströme entstanden. Eine Stunde später öffnete sich die nächste Spalte, diesmal im Nordosten, und auch sie produzierte zwei Lavafontänen. Dann erschien noch eine dritte Spalte, die 500 m hohe Lavafontänen herausschleuderte. Um Mitternacht öffnete sich eine Spalte im Nordwesten des Hraungígur, durch die eine 300 m lange Lavafontäne 300 m hoch in die Luft stieg. Um Mitternacht bedeckten die neuen Laven schon über 1 km² und dehnten dieses Gebiet bis zum Morgen auf 7,5 km² aus, was eine Fließgeschwindigkeit von 1.500 m³s−1 bedeutet.
Während der ersten beiden Stunden entstand Tephra in einer Rate von 10.000 m³s−1. Die Eruptionssäule hatte um 22.10 Uhr ca. 16.000 m erreicht und verursachte ein lautes Gewitter. Die Asche wurde vom Wind nach Norden getragen, wobei der Himmel stellenweise ganz schwarz wurde. Noch in der 190 km entfernten Ortschaft Blönduós regnete es Asche von Mitternacht bis 2.00 Uhr morgens. Sie erreichte einen Trawler, der sich in 330 km Entfernung nördlich von Island auf dem Meer befand. Einwohner legten Platten vor das Haus, um den Tephrafall zu sammeln. Dabei wurde festgestellt, dass die Aschen nur auf einem schmalen Streifen des Landes gefallen waren. Dort fielen acht Tonnen pro Hektar.

##### Spätere Ausbruchsphasen 1970
Am 6. Mai um 5.30 Uhr war der Lavastrom vier Kilometer lang. Viele Lavabomben wurden rund um den Hauptkrater gefunden, eine hatte eine Fläche von sechs Quadratmetern und wog vermutlich zwölf Tonnen. Rund zwei Prozent der von den Kratern produzierten Materialien bestanden aus Xenolithen. Diese wiederum setzten sich aus diversen Gesteinstypen zusammen wie Basalt, Andesit, Ignimbrite und Sedimentgesteinen.
Am 12. Mai wurde die Eruption bei Skjólkvíar stärker mit bis zu 2.500 m hohen Dampfsäulen. Die Intensität ließ daraufhin aber immer mehr nach, bis dieser Ausbruch am 20. Mai schließlich zum Erliegen kam. Das Lavafeld umfasste zu dem Zeitpunkt 5,8 km². Später am gleichen Tag öffnete sich jedoch eine 900 m lange Spalte 1 km nördlich des Hauptkraters der Hlíðargígar-Kratergruppe. An dieser Stelle konnte man in der folgenden Nacht 17 Lavafontainen sehen, die Höhen von 20 bis 50 m erreichten. Am Abend des nächsten Tages hatte sich eine neue Kraterreihe mit 10 bis 12 Kratern gebildet, die Schlackenstücke 50–100 m hoch in die Luft schleuderten. Später nannte man die Kraterreihe Öldugígar. Nach und nach waren immer weniger Krater aktiv. Der aktivste Krater bildete einen Kegel, der den Rücken, auf dem sich die Kraterreihe gebildet hatte, um 100 m überragte. Lava strömte aus seinem Fuß bis Mitte Juni, als sich die Lava schließlich einen Weg durch den nördlichen Kraterrand bahnte. Die größeren Krater produzierten mehr Tephra. Am 5. Juli stoppte die Eruption.

##### Folgen
Während Heklaausbrüchen bildet sich immer Fluor, das sich mit der Oberfläche von Aschepartikeln verbindet. Selbst dünne Partikel können einen Fluorgehalt von 350 ppm haben. Schon die Einnahme von 25 ppm reicht aus, um bei Schafen zu Fluorvergiftung zu führen. Falls die Schafe 250 ppm mit dem Futter zu sich nehmen, führt das innerhalb von ein paar Tagen zum Tod.
Auf diese Weise wurden im Jahre 1783 79 % der isländischen Schafe getötet, vermutlich als Folge von Fluorvergiftung durch den Ausbruch der Laki-Krater. Teilweise hatte die damals entstandene Asche einen Fluorgehalt von 0,2 %; zwei Tage nach der Eruption hatte das betroffene Gras einen Trockengewichtsanteil von bis zu 0,4 %.

#### 1980 und 1981

##### 17. bis 20. August 1980

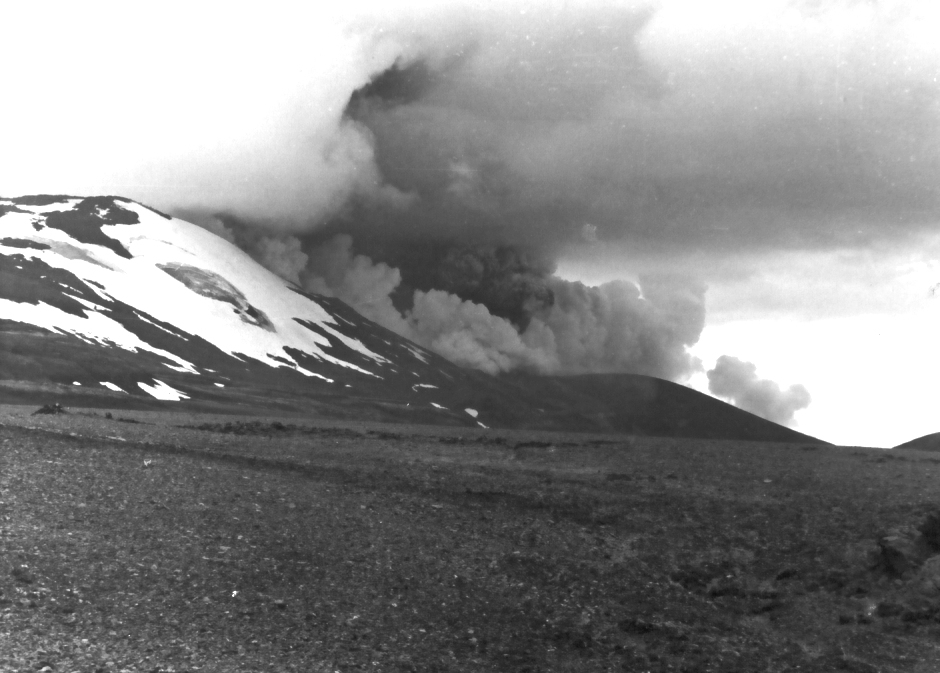
Heklaausbruch 1980

Bei dem Ausbruch von 1980 handelt es sich um eine schwächere Eruption (VEI 3). Sie begann am 17. August 1980 um 13.28 Uhr und dauerte bis zum 20. August.
Sie stellte sich als gemischte Eruption heraus, die Lava im Umfang von 0,12 km³ und Tephra im Umfang von 5,8×107 m³ produzierte.
Die Gipfelspalte öffnete sich über eine Länge von 7 km. Kurz vor Beginn des Ausbruchs bildete sich eine Dampfsäule, und schließlich erreichte die Eruptionssäule eine Höhe von 15 km. Die meisten Tephrafälle waren in Richtung NNO und hielten für etwa 2 Stunden an. Die Lagen waren in einer Entfernung von 10 km vom Gipfel 20 cm dick und <1 mm an der Küste in 230 km Entfernung.
Die Quelle der Lava lag zunächst nahe dem Gipfel, verteilte sich dann auf andere Teile der Ausbruchsspalte, bis die Laven nach 24 Stunden einen Bereich von 22 km² bedeckten. Die letzten Schlacken sah man am Morgen des 20. August.
Diese Eruption war sehr ungewöhnlich, einerseits wegen der kurzen Zeit, die seit dem letzten Ausbruch verflossen war, und andererseits wegen ihrer kurzen Dauer. Die vorhergehenden Ausbrüche hatten jeweils mindestens 2 Monate bis zu 2 Jahre gedauert statt wie in diesem Fall nur 3 Tage.

##### 9. bis 16. April 1981
Der Ausbruch von 1981, der in der Wissenschaft gemeinhin als Fortsetzung desjenigen von 1980 angesehen wird, begann am 9. April um 15.00 Uhr und dauerte bis zum 16. April 1981. Er war noch schwächer als der vorhergehende (VEI 2) und vorwiegend effusiv. Dabei bildeten sich 3×107 m³ Lava. Drei Lavaströme gingen von einem neuen Krater am Gipfel aus und reichten bis über eine Entfernung von 4,5 km vom Vulkan, wobei sie sich gleichzeitig über 5–6 km² ausdehnten.

#### 1991

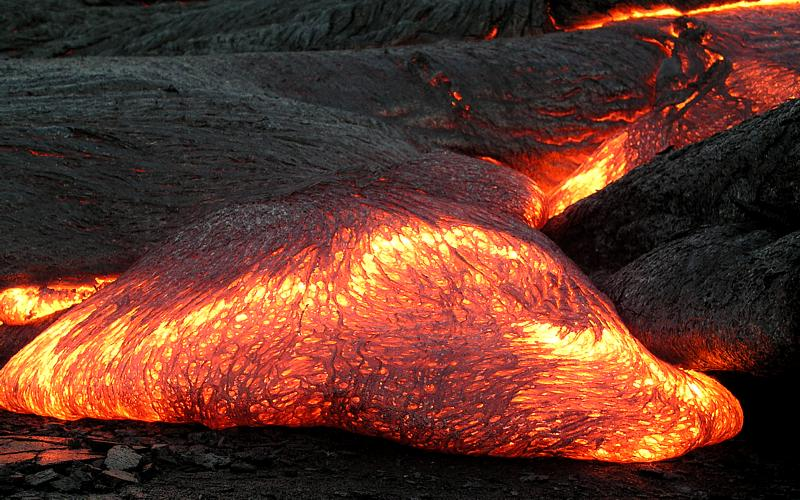
Dünnflüssige Laven (Pahoehoe)

Eine mittelstarke Eruption (VEI 3) ereignete sich vom 17. Januar 1991 bis zum 11. März 1991. Dabei bildeten sich 0,15 km³ Lava und 2×107 m³ Tephra.
Dieser Ausbruch, den starker Schwefelgeruch und Erdbeben begleiteten, begann als Plinianischer Ausbruch. Die Eruptionssäule erreichte nach nur 10 min eine Höhe von 11.500 m. Sie bewegte sich mit einer Geschwindigkeit von ca. 70 km/h auf die Küste zu.
Die Eruption ging schnell in eine effusive Phase über – dabei trat andesitische Lava aus, wobei die Lavaströme schließlich ein Areal von 23 km² bedeckten bei einer Durchschnittstiefe von 6 bis 7 m. Zu Beginn gab es bis zu 300 m hohe Lavafontänen an der Heklugjá, der Haupteruptionsspalte auf dem Gipfel der Hekla, und anderen Spalten. Am zweiten Tag stoppte diese Aktivität bis auf die in der Heklugjá-Spalte, wo sich der Hauptkrater bildete. Während dieser zwei Tage bildeten sich 800 m³s−1 Lava. Diese gering viskose, d. h. dünnflüssige Lava hatte einen Silikatgehalt (SiO2) von etwa 54 %.

#### 2000

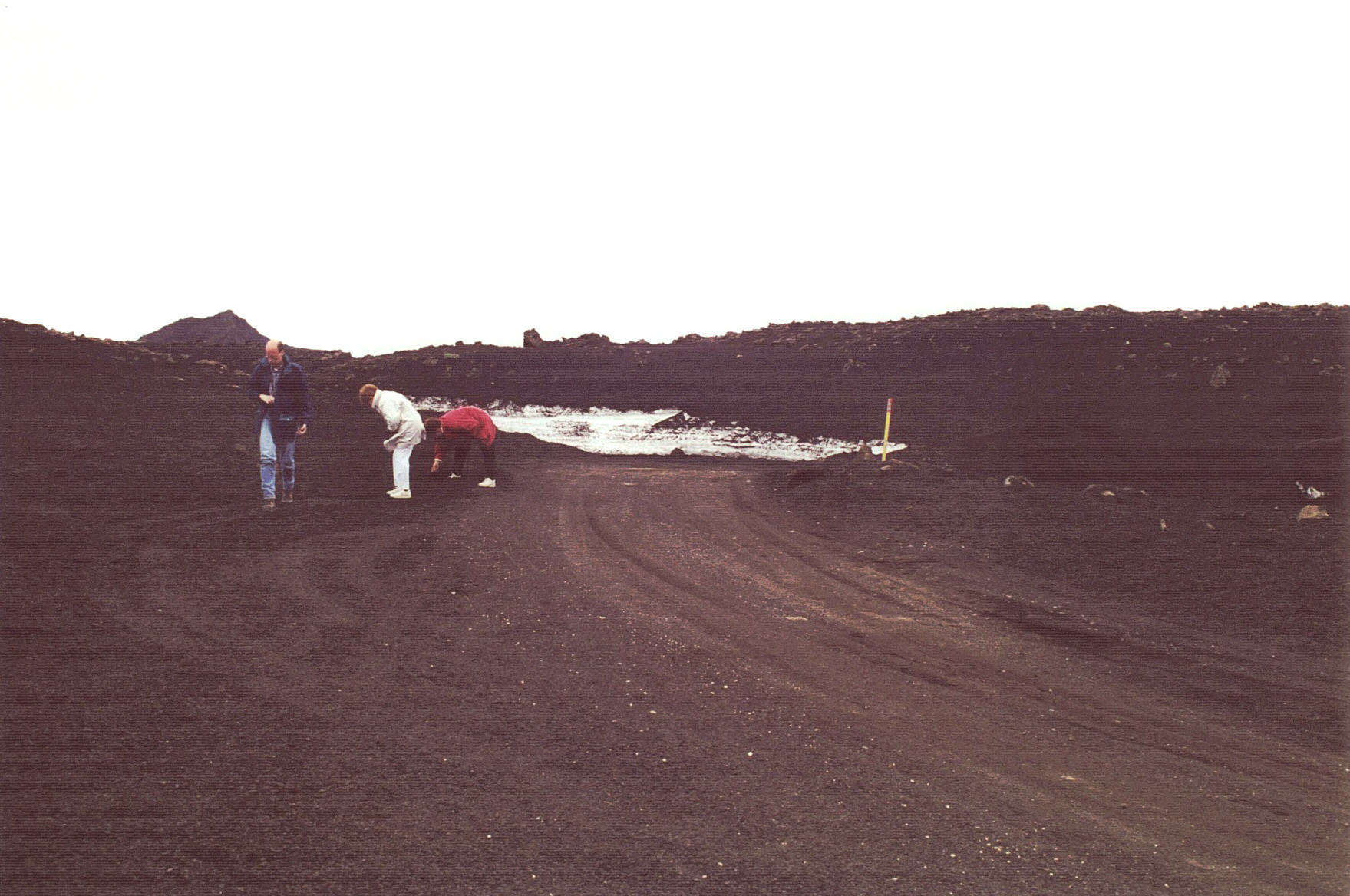
Neue Laven der Hekla aus dem Jahr 2000 (Aufnahme vom Juli d. J.)

Diese Eruption war ziemlich kurz, sie begann am 26. Februar 2000 und dauerte bis zum 8. März desselben Jahres. Dabei handelte es sich um einen mittelschweren Ausbruch der Stärke VEI 3. Es wurde hierbei Lava in einem Volumen von 0,189 km³ ausgestoßen sowie 107 m³ Tephra. Die Gefahr der Fluorvergiftung bei diesem Ausbruch wurde als gering eingestuft, weil in Island im Winter die meisten Schafe in den Ställen sind.
Vier Ausbruchsphasen ließen sich feststellen: anfängliches explosives Stadium, Feuerfontänen, Strombolianische Eruptionen, Bildung von Lavaströmen (effusives Stadium).
Der Ausbruch begann am 26. Februar 2000 um 18.19 Uhr Ortszeit.
Er hatte sich wie üblich bei Ausbrüchen der Hekla mit einer Erdbebenserie auf niedriger Frequenz angekündigt.
Zum o. g. Zeitpunkt konnte man die ersten Anzeichen einer Eruptionswolke erkennen. Da die Geräte zur Messung der Dehnung der Erdkruste (Strainmeter) den Verdacht auf einen bevorstehenden Ausbruch untermauerten, gaben die Vulkanologen eine Warnung an den Zivilschutz weiter, die etwa 15 Minuten vor dem tatsächlichen Ausbruchsbeginn im Radio durchgegeben wurde.
Schon in der ersten Stunde des Ausbruchs erreichte dieser seinen Höhepunkt. Nach der ersten Nacht hatte sich am Gipfel die Eruptionsspalte Heklugjá über eine Länge von sechs bis sieben Kilometer geöffnet, und man sah Feuerzungen darüber schweben.
Die Eruptionssäule aus Dampf, Asche und Gesteinsmaterial erreichte eine Höhe von fast 15.000 m, die Asche wurde bis auf die 300 km entfernte, Island nördlich vorgelagerte Insel Grímsey getragen.
Ein Flugzeug der NASA flog per Zufall 36 Stunden nach dem Beginn des Ausbruchs durch die Eruptionswolke, und man konnte etliche Messungen über deren Zusammensetzung anstellen.
Am 27. Februar stellte man vor allem Lavaströme fest.
Am 28. Februar hielt die Lavaproduktion mit verminderter Stärke an. Bei drei Kratern stellte man Strombolianische Ausbrüche fest.
Am 29. Februar begünstigten starke Nordwinde Aschefall über dem Bezirk Fljótshlíð.
Die Lavaströme an der Nordostflanke waren abends so weit erkaltet, dass man darauf gehen konnte.
Starke Aktivität wurde bei einem Beobachtungsflug am 1. März in drei Kratern am SW-Hang der Hekla beobachtet, während das Südende der Heklugjá weitgehend ruhig schien und nur das Nordende noch in kleinere Wolken gehüllt war.
Am 2. März stieg die Aktivität in den Gipfelkratern wieder an.
Ab dem 6. März ließ die Eruptionsaktivität dann schrittweise nach, um am 8. März endgültig zu versiegen.

#### Aktuelle Entwicklungen 2011
Im Mai 2011 wurde von Forschern der Universität Island in Reykjavík eine 20 km breite Beule entdeckt. Danach ist Magma unterirdisch in 14 bis 20 km Tiefe aufgestiegen und drückt den Boden nach oben. Seit dem letzten Ausbruch im Jahre 2000 hat sich Hekla nach Satellitenmessungen um fünf Millimeter pro Jahr gehoben. Neigungsmesser auf dem Berg zeigen zudem, dass sich die Hekla mittlerweile stärker aufgebläht hat als vor ihren letzten Eruptionen im Jahr 2000 und 1991. Von den vorhergehenden Ausbrüchen 1980 und 1970 gibt es keine vergleichbaren Daten.

### Pyroklastische Ströme an der Hekla
Die Mehrheit der Wissenschaftler war bis zum Jahr 2000 davon ausgegangen, dass Hekla nicht fähig sei, die gefährlichste Erscheinung des Vulkanismus, nämlich Pyroklastische Ströme zu produzieren.
Hingegen stellte im Januar 2003 ein Team des Geologischen Instituts der Universität von Island (Norvol Institute) unter der Leitung von Dr. Ármann Höskuldsson fest, dass sie die Spuren eines solchen Pyroklastischen Stromes an den Seiten des Vulkans gefunden hätten. Er war etwa 5 km lang.
Inzwischen hat sich die wissenschaftliche Sicht diesbezüglich geändert, man nimmt zum Beispiel an, dass in der explosiven Phase der Heklaeruptionen sich generell kleine Pyroklastische Ströme bilden.
Für den Zivilschutz bedeutet das, dass Personen bei Gefahr eines Ausbruchs einen größeren Abstand zum Vulkan einhalten sollten, als bisher angenommen.

## Vegetation an der Hekla

### Pflanzenbewuchs allgemein

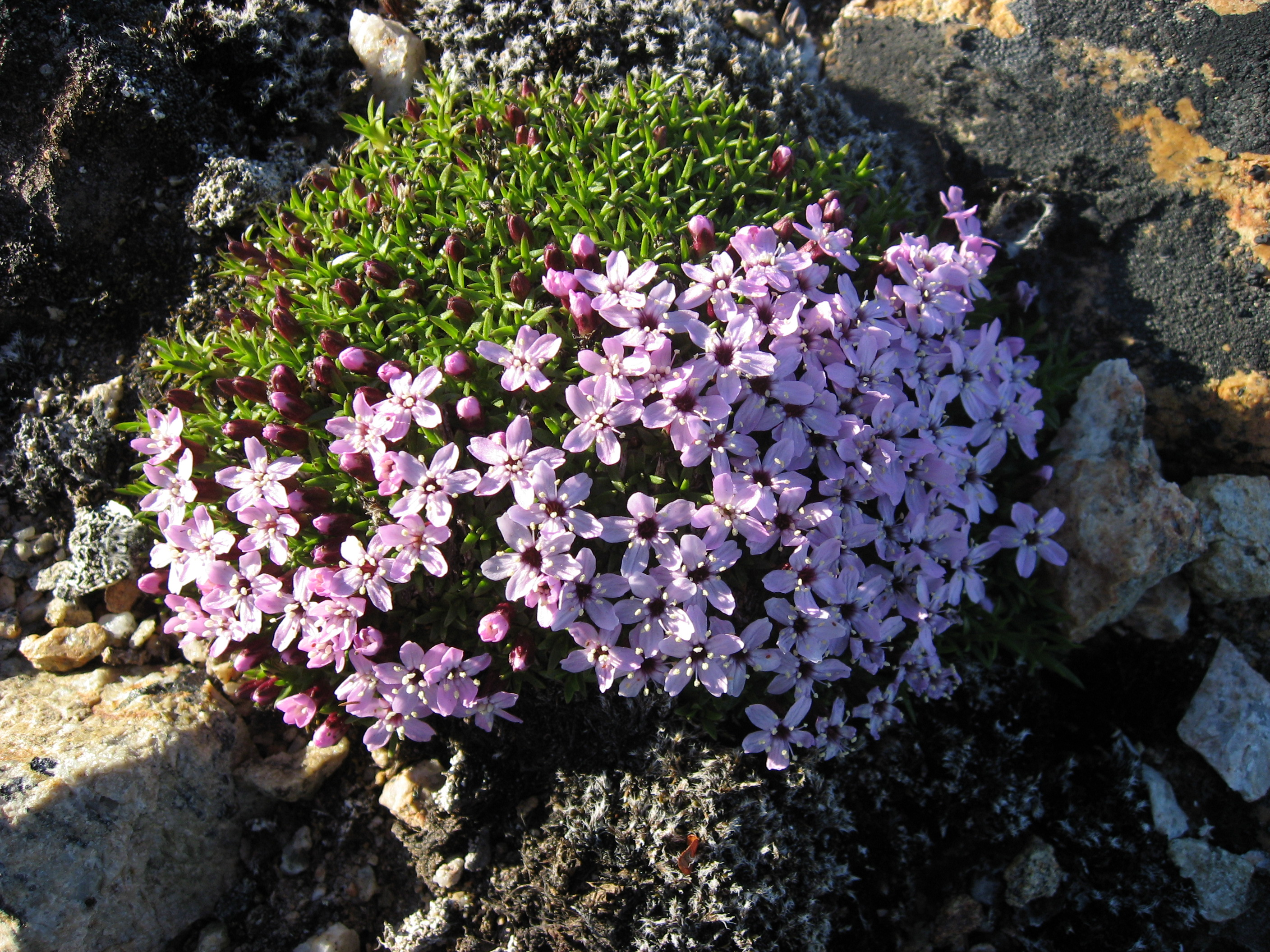
Stängelloses Leimkraut

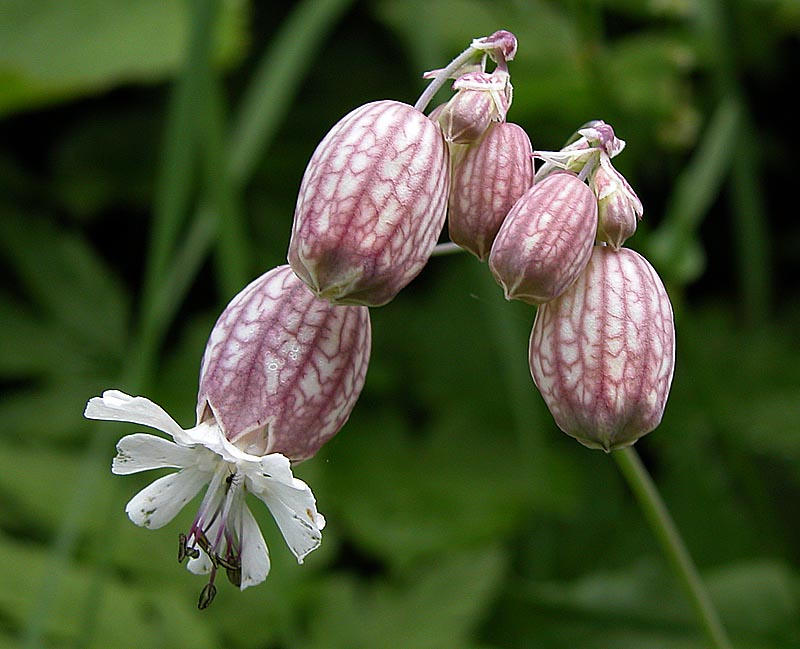
Aufgeblasenes Leimkraut

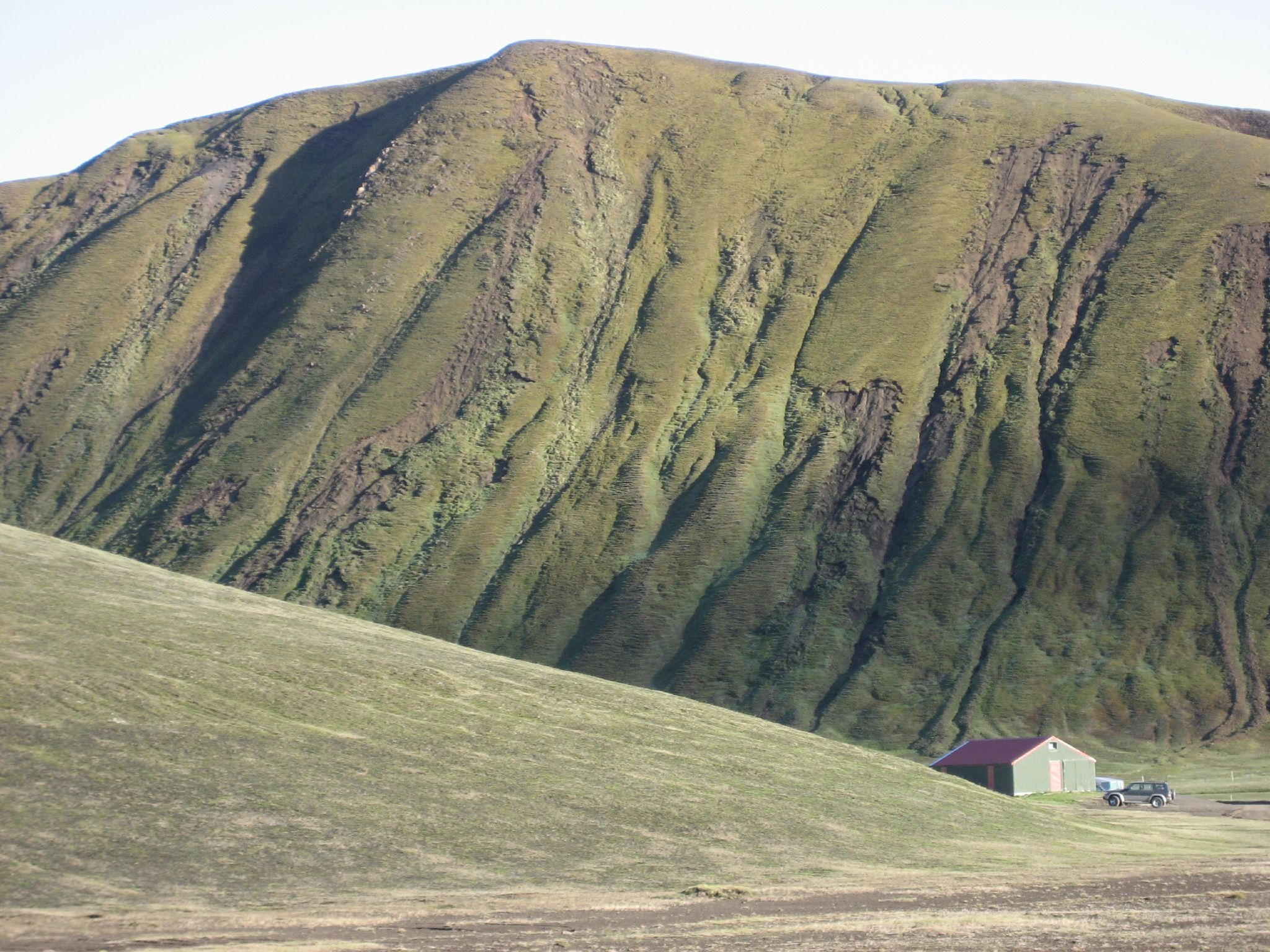
Moose bei Landmannahellir im Einflussbereich der Hekla

Von Höhen zwischen weniger als 200 m in den Tälern der Flüsse Ytri-Rangá und der Þjórsá bis hinauf auf etwa 1.491 m zum Gipfel der Hekla reicht die unmittelbare Umgebung des Vulkans. Vegetationsstufen wie in den Alpen sind hier trotzdem nicht bekannt.
Hingegen prägen die verschiedenen Formen der Erosion, nicht zuletzt der durch die Ausbrüche des Vulkans, die Landschaft und ihren Bewuchs. Der Untergrund ist wie in vielen Gegenden im Landesinneren von Island sehr porös, kann also das Regenwasser nicht gut an der Oberfläche halten. Es versickert schnell, daher spricht man hier von einer „endaphischen“, d. h. durch den Boden bedingten Wüste. Man findet rund um die Hekla eine karge Wüste aus Lava und Tephra mit sehr wenig Pflanzenbewuchs. Letzterer ist auch durch die beträchtliche nördliche Breite – Hekla liegt ziemlich genau auf dem 64. Breitengrad – eingegrenzt.
Die wenigen Pflanzen, die man auf der Hekla antrifft, wie etwa das Aufgeblasene Leimkraut (Silene uniflora) halten sich mit einem weitverzweigten Wurzelsystem am Leben, das das notwendige Wasser festhalten kann. Weitere hier anzutreffende Pflanzen sind etwa die Gemeine Grasnelke (Armeria maritima), der Arktische Thymian (Thymus arcticus), das Norwegische Sandkraut (Arenaria norwegica) oder die Sandkresse (Cardaminopsis petraea). Auch polsterförmige Pflanzen wie das Stängellose Leimkraut (Silene acaulis) trifft man an. Auf älteren Lavafeldern der Hekla findet man Moosheiden oder Moostundren, zum Beispiel an einigen Stellen an der Piste Dómadalsleið und Fjallabaksleið nyrðri, dabei dominieren das Graue und das Wollige Zackenmützenmoos (Rhacomintrium sp.).
Höhere Pflanzen können nur selten durch eine dicke Moosschicht dringen, doch können sich einige typische Arten ab und zu durchsetzen: Frühblühender Thymian (Thymus praecox), Schwarze Krähenbeere (Empetrum nigrum), Gemeine Grasnelke (Armeria maritima), Stängelloses Leimkraut (Silene acaulis), Knöllchenknötrich (Polygonum viviparum), Säuerling (Oxyria digyna) und Kraut-Weide (Salix herbacea) (Wisnieski 1999). Man kann das Alter der Laven auch in etwa nach deren Bewuchs abschätzen. So findet man dichte Moosvegetation etwa auf den Laven der Ausbrüche von 1766 sowie 1845. In höheren Lagen trifft man dann nur noch auf Flechten.

### Ansiedelung von Pflanzen nach einem Ausbruch
Pflanzen werden bei Ausbrüchen von Laven oder Tephra bedeckt. Manche sterben ab, andere jedoch suchen sich einen neuen Weg an die Geländeoberkante. An der Nordwest-Seite des Vulkans konnte man das im Sommer 2001 beobachten. Unter einer rund 15 cm dicken Tephraschicht des Ausbruchs von 2000 fand man den noch stark von Wurzeln und Vegetationsresten durchsetzten Bodenhorizont von vor 2000. An diesen Stellen hatten sich begrabene Pflanzenteile etwa der Kraut-Weide (Salix herbacea) einen Weg nach oben gebahnt. Schon eineinhalb Jahre nach der Eruption fand man zahlreiche Vegetationsinseln auf der jungen Oberfläche vor.
Die ersten Moose siedeln sich, wie man festgestellt hat, schon 20 Jahre nach der letzten Eruption an und bilden bereits nach 50 Jahren eine einheitliche Decke von bis zu 20 cm Dicke.

### Das Projekt Hekluskógar
Noch im Mittelalter war die Umgebung der Hekla bewaldet. Man erkennt das an Namen wie etwa Stóraskógsbotnar (zu dt. Niederungen des großen Waldes, vgl. die Eruption von 1947).
Eigentlich sind Wälder ebenso wie bestimmte Gräser widerstandsfähiger als andere Vegetation, was zum Beispiel Aschefall angeht. Aber hinzu kamen im Falle der Hekla-Umgebung, ähnlich wie in anderen Gegenden Islands, die Überweidung und anderweitig übermäßige Nutzung durch den Menschen (Feuerholz, Hausbau und Kohleherstellung etc.)
Die Staatliche Wiederaufforstungsgesellschaft (Skógræktar ríkisins) hat daher, um der Erosion vorzubeugen, das Projekt Hekluskógar gegründet. Man begann auf einem 90.000 ha großen Areal am Fuß des Vulkans, den Boden zu fertilisieren und Gras zu säen. Danach will man auf etwa 60 % des Areals einen Wald pflanzen. Er soll dazu die Asche festhalten und damit der Winderosion und den Sandstürmen vorbeugen, ebenso wie der Frost- und Wassererosion. Damit wird der Wald auch der Biodiversität dienen. Ziel ist die Wiederherstellung der ursprünglichen Birken- und Weidenwälder.

## Besteigung

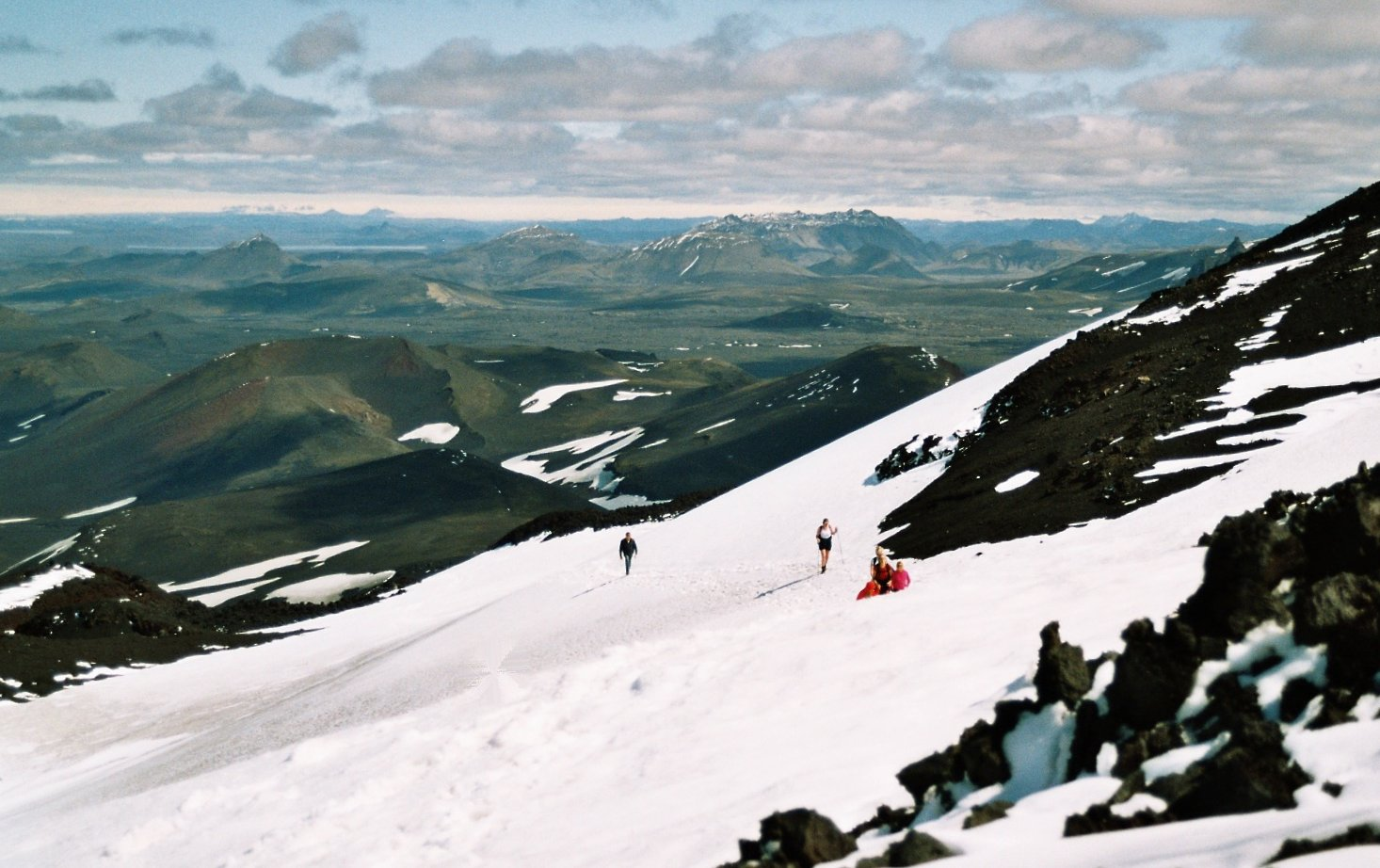
Am Hang der Hekla

Die Erstbesteigung gelang (vermutlich) 1750 Eggert Ólafsson und Bjarni Pálsson. Am 30. Juni 1845 bestieg die österreichische Schriftstellerin Ida Pfeiffer den Vulkan. Eine Besteigung ist über die Nord- oder Nordwestflanke am einfachsten. Der Aufstieg beginnt ab der Piste Landmannaleið westlich vom Lavafeld Nýjahraun beim Krater Rauðaskál und ist etwa 14 km lang.

## Sehenswürdigkeiten im Umkreis

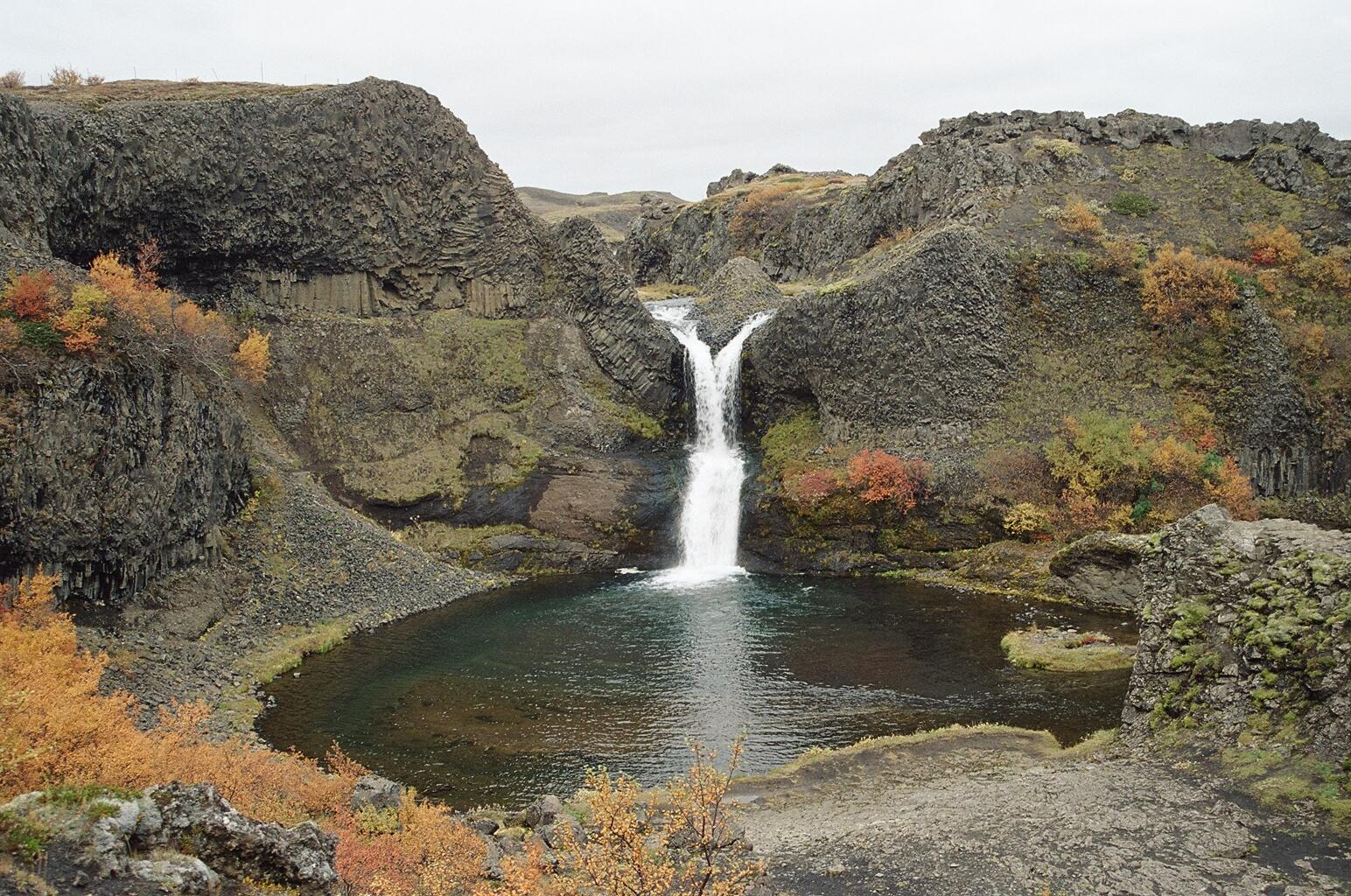
Gjáin

Nicht weit von der Hekla entfernt befindet sich der historische Hof Stöng, der bei einem Vulkanausbruch im Jahre 1104 zerstört und inzwischen wieder ausgegraben und in der Nähe nachgebaut wurde (Þjóðveldisbær).
Die Wasserfälle des Háifoss und der Schlucht Gjáin liegen nicht weit entfernt von Stöng.
Beim Hof Leirubakki befindet sich ein kleines Museum zur Hekla.
Der Berg liegt in der Nähe des Naturschutzgebietes von Landmannalaugar.

## Legenden um Hekla und Rezeption
Im Mittelalter wurde am Gipfel der Hekla das Tor zur Hölle vermutet. Das ist unter anderem darauf zurückzuführen, dass ein Ausbruch des Vulkans im Jahre 1104 die Besiedelung eines ganzen Tales, des oberen Þjórsádalur, verhinderte. Reste des Hofes von Stöng zeugen von dieser Besiedlung. Im Manuskript Flateyjarbók wird die Eruption von 1341 beschrieben, bei welcher Beobachter große und kleine Vögel aus dem Krater fliegen sahen, die für Seelen gehalten wurden.
Auf der Islandkarte des Kartographen Abraham Ortelius aus dem Jahre 1585 wird der Vulkan Hekla während eines Ausbruchs dargestellt. Im lateinischen Text wird auf die Seelen der Verdammten angespielt, die sich darin befinden sollten.
Um 1590 schreibt Oddur Einarsson, Bischof von Skálholt, in seinem Buch Íslandslýsing, dass nur wenige versucht hätten, die Hekla zu besteigen, um zu sehen, ob in ihr wirklich Feuer wäre. Nur einer Person sei die Besteigung geglückt: „Engum hafði þó tekist ætlunarverkið en þó hafði Oddur spurnir af einum manni þar í grenndinni er upp hafði komist, og séð hvernig umhorfs var, en samt hafi honum verið svo brugðið, er hann kom aftur til síns heima, að hann hafi verið sem vitskertur og ekki lifað lengi eftir það“ (deutsch: „(…) und als er sah, wie es dort aussah, war er so erschrocken, dass er nach seiner Rückkehr nach Hause wie von Sinnen war und danach nicht mehr lange lebte.“)
Als im Jahre 1750 die Aufklärer Eggert Ólafsson und Bjarni Pálsson den Berg besteigen wollten, wurde ihnen dringend von solch buchstäblich „alle Teufel der Hölle herausforderndem Unternehmen“ abgeraten, und ein Begleiter verfiel aus Angst in starke Magenkrämpfe.
Der isländische Komponist Jón Leifs schrieb 1961 Hekla für gemischten Chor, Orgel und Orchester. Benötigt werden dabei neben einer allgemein großen Besetzung auch 19 Schlagzeuger in zwei Gruppen, die unter anderem Ambosse, große und kleine Steine, Sirenen, Glocken, Eisenketten, große Holzkisten, Gewehre und Kanonen bespielen.
Im Schwedischen gibt es den Fluch Dra åt Häcklefjäll! (deutsch „Fahr doch zur Hekla!“), was synonym zu dem Fluch „Fahr zur Hölle!“ gebraucht wird.
Der Geologe Ari Trausti Guðmundsson bezeichnet die Hekla als vielleicht berühmtesten Berg des Landes.

## Trivia
- Die Boeing 757-200 der Icelandair mit dem Kennzeichen TF-FIU ist nach dem Vulkan benannt.
- Die Lava des Hekla wird in der Homöopathie als Verreibung verwendet. In der entsprechenden Monographie wird ein Mindestgehalt von 50 Prozent Siliciumdioxid und 18 Prozent Eisen(III)-oxid gefordert.[58]
- Die Hauptfigur in Auður Ava Ólafsdóttirs 2018 erschienenem Roman Ungfrú Ísland, deutsch Miss Island, ist nach Hekla benannt. Denn ihr Vater ist von Vulkanen besessen. Er reist 1947 mit seiner kleinen Tochter zur Hekla, um den Ausbruch mit eigenen Augen zu sehen.